# Heinrich Ludwig von Baur
Heinrich Ludwig Baur, ab 1882 von Baur, (* 3. Februar 1817 in Biberach an der Riß; † 6. Februar 1904 in Kornwestheim) war ein württembergischer Oberamtmann.

## Leben und Beruf
Heinrich Ludwig Baur besuchte bis 1831 die Lateinschule in Biberach und machte anschließend eine Lehre beim Oberamt Biberach. Von 1834 bis 1836 absolvierte er das Obergymnasium in Ulm und studierte anschließend bis 1839 Regiminalwissenschaften in Tübingen. 1839 legte er die erste höhere Dienstprüfung ab, anschließend war er Referendar beim Oberamt Biberach. 
Nach der zweiten Dienstprüfung 1840 wurde er als Hilfsarbeiter beim Innenministerium in Stuttgart und bei der Regierung des Schwarzwaldkreises in Reutlingen beschäftigt. 1841 war er einige Monate Aktuariatsverweser beim Amtsoberamt Stuttgart, anschließend bis 1842 Oberamtsaktuar in Nagold und bis 1845 in Balingen. Vom Mai bis November 1848 war er Oberamtsverweser in Nagold. 1848 trat er seine erste Stelle als Oberamtmann in Neuenbürg an. 1857 bis 1866 war Heinrich Ludwig Baur Oberamtmann in Ravensburg und 1866 bis 1887 Oberamtmann in Esslingen. 1887 trat er in den Ruhestand.

## Ehrungen, Nobilitierung
Heinrich Ludwig von Baur wurde 1865 mit dem Ritterkreuz des Friedrichs-Ordens und 1870 mit dem Ritterkreuz 2. Klasse des Ordens der württembergischen Krone ausgezeichnet. 1882 erhielt er das Ritterkreuz 1. Klasse des Ordens der württembergischen Krone, welches mit dem persönlichen Adelstitel (Nobilitierung) verbunden war.
1875 wurde Baur der Titel Regierungsrat verliehen.